# Gael Yeomans
Gael Fernanda Yeomans Araya (Rancagua, 4 de diciembre de 1988) es una abogada y política chilena. Fue secretaria general del movimiento Izquierda Libertaria y la primera presidenta del partido político Convergencia Social, cargo que ocupó entre 2019 y 2020. Desde marzo de 2018 se desempeña como diputada de la República por el distrito n°13 de la Región Metropolitana de Santiago.

## Biografía

### Infancia y estudios
Egresó de enseñanza básica en el Colegio Javiera Carrera de la ciudad de Rancagua en 2002 y cursó la educación media en el Instituto Sagrado Corazón de la misma ciudad, licenciándose en 2006. Posteriormente ingresó a la Escuela de Derecho de la Universidad de Chile, obteniendo el título de abogada en marzo de 2019.

### Carrera Política
Su actividad política la inició como integrante de las Juventudes Comunistas, para luego integrarse al Frente de Estudiantes Libertarios (FEL) y al Colectivo Arrebol donde compartió espacio con el futuro diputado Gonzalo Winter. En 2016 como secretaria general de Izquierda Libertaria fue una de las fundadoras de la coalición Frente Amplio.

#### Diputada de la República
En 2017 se inscribió como militante del partido Revolución Democrática (RD) para poder presentarse a las elecciones parlamentarias en la lista del Frente Amplio. Fue candidata a diputada en el distrito n°13, que comprende las comunas de El Bosque, La Cisterna, Lo Espejo, Pedro Aguirre Cerda, San Miguel y San Ramón, donde fue elegida tras obtener 13 686 votos correspondientes al 5,59% del total de sufragios emitidos.
Asumió el cargo el 11 de marzo de 2018, integró las comisiones permanentes de Seguridad Ciudadana, Mujeres y Equidad de Género y Trabajo y Seguridad Social, la cual llegó a presidir. Así mismo, formó parte de la Comisión Especial Investigadora de las contrataciones de personal en la Administración del Estado entre los meses de noviembre de 2017 a marzo de 2018.
En abril de 2019 informó a la Cámara de Diputados de su desvinculación de RD. En mayo de 2019 presentó su candidatura para la presidencia del recién fundado partido Convergencia Social (CS), surgido tras la fusión de Izquierda Libertaria, Movimiento Autonomista y otros grupos pertenecientes al Frente Amplio. Ganó las elecciones con el 54% de las preferencias convirtiéndose en la primera presidenta del partido, y ejerció el cargo hasta agosto de 2020, fecha en que se realizaron las siguientes elecciones internas donde fue electa Alondra Arellano, la cual fue apoyada por Yeomans.
En diciembre de 2019 gran parte del movimiento Izquierda Libertaria se retira de Convergencia Social, aunque Gael Yeomans se mantuvo en el partido junto a su equipo y otros militantes.

#### Segundo periodo legislativo
Para las elecciones parlamentarias de 2021 fue candidata por Convergencia Social en el pacto Apruebo Dignidad, obteniendo 31 405 votos, equivalentes al 13,11% del total de sufragios emitidos, logrando la primera mayoría en el distrito n°13.
Asumió el cargo el 11 de marzo de 2022 y actualmente integra las comisiones permanentes de Futuro, Ciencias, Tecnología, Conocimiento e Innovación y de Hacienda.

## Historial electoral

### Elecciones parlamentarias de 2017
- Elecciones parlamentarias de 2017, candidata a diputada por el distrito 13 (El Bosque, La Cisterna, Lo Espejo, Pedro Aguirre Cerda, San Miguel y San Ramón) [15]

### Elecciones parlamentarias de 2021
- Elecciones parlamentarias de 2021, candidata a diputada por el distrito 13 (El Bosque, La Cisterna, Lo Espejo, Pedro Aguirre Cerda, San Miguel y San Ramón) [16]